# ديباك شارما
ديباك شارما (11 فبراير 1960 بدلهي في الهند - ) هو لاعب كريكت هندي.

## وصلات خارجية
- ديباك شارما على موقع إي آس بي آن كريك إنفو (الإنجليزية)